# 巧泳魚龍屬
巧泳魚龍屬（學名：Sveltonectes）又譯巧泳龍，是魚龍目大眼魚龍科扁鰭魚龍亞科的一屬，化石發現於俄羅斯西部。

## 命名
在2011年，Valentin Fischer等古生物學家將化石進行敘述、命名，模式種是獨特巧泳魚龍（S. insolitus）。屬名在古希臘文意為「敏捷的游泳者」，意指其體型小、流線型頭顱骨、強壯的肩帶結構。種名在拉丁文意為「獨特的」，意指這種魚龍類具有許多獨特特徵，尤其是牙齒形態。

## 體徵
巧泳魚龍的正模標本（編號IRSNB R269）是一個幾乎完整、保存狀態良好的部分頭顱骨與身體骨骼。化石發現於俄羅斯西部的烏里揚諾夫斯克地區，地質年代約1億2600萬年前，相當於白堊紀早期的巴列姆階。當地還發現另一種晚期魚龍類，Ichthyosaurus steleodon，目前的狀態是疑名，體型是巧泳魚龍的兩倍。
如同其他大眼魚龍科，巧泳魚龍的前額骨有個像前突出部分，延伸於鼻骨的部分上側，構成口鼻部的一部分。額骨構成上顳孔（Supratemporal fenestra）邊緣的一部分。巧泳魚龍具有小型、銳利的牙齒，並具有許多原始的特徵。巧泳魚龍的獨特牙齒形狀，顯示牠們具有不同於其他大眼魚龍科的進食方式。在大眼魚龍科中，巧泳魚龍的最近親是阿戈爾魚龍。